# Faÿt
Faÿt je páté studiové album brněnské skupiny Čankišou hrající hudbu stylu world music. Vyšlo v roce 2011 ve vydavatelství Indies Scope Records.

## Seznam skladeb
Všechny skladby napsal(i) Čankišou, pokud není uvedeno jinak. 
| Pořadí         | Název          | Autor                                                  | Délka |
| -------------- | -------------- | ------------------------------------------------------ | ----- |
| 1.             | Absintro       |                                                        | 1:13  |
| 2.             | Faÿt           |                                                        | 3:04  |
| 3.             | Khreyyy        |                                                        | 4:34  |
| 4.             | Chabib Diare   |                                                        | 5:31  |
| 5.             | Lavar dySara   |                                                        | 4:56  |
| 6.             | Vardusa Saza   |                                                        | 4:31  |
| 7.             | Give-Saje-Tave |                                                        | 2:59  |
| 8.             | Antory Peça    |                                                        | 4:30  |
| 9.             | Saz Ty Sera    |                                                        | 4:36  |
| 10.            | Narapundey     | inspirováno skladbou Z. Kluky „Džungle“ (Mauglí, 1978) | 4:33  |
| 11.            | Kambines       |                                                        | 4:43  |
| Celková délka: | Celková délka: | Celková délka:                                         | 45:08 |

## Obsazení
Čankišou
- Karel Heřman – zpěv
- Zdeněk Kluka – bicí, perkuse, akordeon, zpěv
- David Synák – flétny, didjeridoo, altsax, sopránsax, vokály
- Martin Krajíček – mandolína, kytary, vokály
- Jan Kluka – bicí, perkuse, vokály
- Roman Mrázek – baskytara, vokály
- René Senko – tenorsax, vokály

Hosté
- Marika Antonová, Mariana Koutská, Vladimíra Mazourová – zpěv (6)